# Список типов переменных звёзд ОКПЗ
В Общем каталоге переменных звёзд (ОКПЗ) выделяются различные типы переменных, которые разделены на 7 групп. Некоторые из используемых типов переменных не включены в ОКПЗ, например, звёзды типа AM Гончих Псов, и не представлены в данном списке.

## Эруптивные переменные
Эруптивные переменные изменяют свой блеск из-за вспышек в хромосфере и короне. Часто вспышки сопровождаются потерями массы в звёздном ветре. В этой категории выделяются следующие типы переменных:
| Обозначение в ОКПЗ | Название                                                                     | Описание                     |
| ------------------ | ---------------------------------------------------------------------------- | ---------------------------- |
| BE                 | Be-звёзды                                                                    |                              |
| FU                 | Фуоры                                                                        |                              |
| GCAS               | Переменные типа Гаммы Кассиопеи                                              |                              |
| I                  | Неправильные переменные                                                      |                              |
| IA                 | Неправильные переменные ранних спектральных классов                          | Звёзды классов O—A           |
| IB                 | Неправильные переменные промежуточных и поздних спектральных классов         | Звёзды классов F—M           |
| IN                 | Орионовы переменные                                                          |                              |
| INA                | Орионовы переменные ранних спектральных классов                              | Звёзды классов B, A или Ae   |
| INB                | Орионовы переменные промежуточных и поздних спектральных классов             | Звёзды классов F—M или Fe—Me |
| INT, IT            | Орионовы переменные типа T Тельца                                            |                              |
| IN(YY)             | Орионовы переменные типа YY Ориона                                           |                              |
| IS                 | Быстрые неправильные переменные                                              |                              |
| ISA                | Быстрые неправильные переменные ранних спектральных классов                  | Звёзды классов B, A или Ae   |
| ISB                | Быстрые неправильные переменные промежуточных и поздних спектральных классов | Звёзды классов F—M или Fe—Me |
| RCB                | Переменные типа R Северной Короны                                            |                              |
| RS                 | Переменные типа RS Гончих Псов                                               |                              |
| SDOR               | Яркие голубые переменные (Переменные типа S Золотой Рыбы)                    |                              |
| UV                 | Вспыхивающие звёзды (Переменные типа UV Кита)                                |                              |
| UVN                | Вспыхивающие орионовы переменные                                             |                              |
| WR                 | Звёзды Вольфа — Райе                                                         |                              |

## Пульсирующие переменные
Пульсирующие переменные изменяют свой блеск из-за поочерёдного расширения и сжатия внешних слоёв. Пульсации могут быть как радиальными, так и нерадиальными — во втором случае сферическая форма звезды не сохраняется. В этой категории выделяются следующие типы переменных:
| Обозначение в ОКПЗ | Название                                                                                | Описание                              |
| ------------------ | --------------------------------------------------------------------------------------- | ------------------------------------- |
| ACYG               | Переменные типа Альфы Лебедя                                                            |                                       |
| BCEP               | Переменные типа Беты Цефея                                                              |                                       |
| BCEPS              | Короткопериодические переменные типа Беты Цефея                                         |                                       |
| BLBOO              | Аномальные цефеиды (Переменные типа BL Волопаса)                                        |                                       |
| CEP                | Цефеиды                                                                                 |                                       |
| CEP(B)             | Цефеиды, пульсирующие в двух разных периодах                                            |                                       |
| CW                 | Переменные типа W Девы                                                                  |                                       |
| CWA                | Переменные типа W Девы с периодом более 8 суток                                         |                                       |
| CWB                | Переменные типа W Девы с периодом менее 8 суток                                         |                                       |
| DCEP               | Классические цефеиды                                                                    |                                       |
| DCEPS              | Классические цефеиды с амплитудой менее 0,5m                                            |                                       |
| DSCT               | Переменные типа Дельты Щита                                                             |                                       |
| DSCTS              | Переменные типа Дельты Щита с амплитудой менее 0,1m                                     |                                       |
| GDOR               | Переменные типа Гаммы Золотой Рыбы                                                      |                                       |
| L                  | Медленные неправильные переменные                                                       |                                       |
| LB                 | Медленные неправильные переменные поздних спектральных классов                          | Звёзды классов K, M, C, S             |
| LC                 | Неправильные переменные сверхгиганты поздних спектральных классов с амплитудой около 1m |                                       |
| LPB                | Медленно пульсирующие звёзды спектрального класса B                                     |                                       |
| M                  | Мириды (Переменные типа Омикрон Кита)                                                   |                                       |
| PVTEL              | Переменные типа PV Телескопа                                                            |                                       |
| RPHS               | Быстро пульсирующие субкарлики класса B                                                 |                                       |
| RR                 | Переменные типа RR Лиры                                                                 |                                       |
| RR(B)              | Переменные типа RR Лиры, пульсирующие в двух разных периодах                            |                                       |
| RRAB               | Переменные типа RR Лиры с асимметричными кривыми блеска                                 |                                       |
| RRC                | Переменные типа RR Лиры с близкими к симметричным кривыми блеска                        |                                       |
| RV                 | Переменные типа RV Тельца                                                               |                                       |
| RVA                | Переменные типа RV Тельца с постоянной средней звёздной величиной                       |                                       |
| RVB                | Переменные типа RV Тельца с переменной средней звёздной величиной                       |                                       |
| SR                 | Полуправильные переменные                                                               |                                       |
| SRA                | Полуправильные переменные поздних спектральных классов с постоянным периодом            | Звёзды классов M, C, S или Me, Ce, Se |
| SRB                | Полуправильные переменные поздних спектральных классов с плохо выраженным периодом      | Звёзды классов M, C, S или Me, Ce, Se |
| SRC                | Полуправильные переменные сверхгиганты поздних спектральных классов                     | Звёзды классов M, C, S или Me, Ce, Se |
| SRD                | Полуправильные переменные гиганты и сверхгиганты спектральных классов F, G, K           |                                       |
| SRS                | Полуправильные переменные красные гиганты с небольшими периодами                        |                                       |
| SXPHE              | Переменные типа SX Феникса                                                              |                                       |
| ZZ                 | Переменные типа ZZ Кита                                                                 |                                       |
| ZZA                | Переменные типа ZZ Кита спектрального класса DA                                         |                                       |
| ZZB                | Переменные типа ZZ Кита спектрального класса DB                                         |                                       |
| ZZO                | Переменные типа ZZ Кита спектрального класса DO                                         |                                       |

## Вращающиеся переменные
Вращающиеся переменные имеют неравномерное распределение яркости на поверхности и/или эллиптическую форму, при вращении вокруг оси их видимый блеск с точки зрения наблюдателя изменяется. Неравномерное распределение яркости может быть вызвано, например, наличием пятен на поверхности или магнитным полем, ось которого не совпадает с осью вращения, из-за чего возникают неоднородности в химическом составе или в температуре поверхности. В этой категории выделяются следующие типы переменных:
| Обозначение в ОКПЗ | Название                                                | Описание |
| ------------------ | ------------------------------------------------------- | -------- |
| ACV                | Переменные типа Альфы² Гончих Псов                      |          |
| ACVO               | Быстро осциллирующие переменные типа Альфы² Гончих Псов |          |
| BY                 | Переменные типа BY Дракона                              |          |
| ELL                | Эллипсоидальные переменные                              |          |
| FKCOM              | Переменные типа FK Волос Вероники                       |          |
| PSR                | Оптически переменные пульсары                           |          |
| R                  | Двойные системы с эффектами отражения                   |          |
| SXARI              | Переменные типа SX Овна                                 |          |

## Катаклизмические переменные
Изменения блеска катаклизмических переменных вызваны термоядерными взрывами на поверхности (у новых звёзд) или внутри таких звёзд (у сверхновых). К катаклизмическим переменным также относят звёзды, у которых не обнаружено термоядерных взрывов, но у которых наблюдаются похожие вспышки, либо они по некоторым параметрам похожи на другие катаклизмические переменные в минимуме блеска. Такие звёзды называют новоподобными, в противоположность взрывным, где термоядерные взрывы случаются В этой категории выделяются следующие типы переменных:
| Обозначение в ОКПЗ | Название                                       | Описание |
| ------------------ | ---------------------------------------------- | -------- |
| N                  | Новые                                          |          |
| NA                 | Быстрые новые                                  |          |
| NB                 | Медленные новые                                |          |
| NC                 | Очень медленные новые                          |          |
| NL                 | Новоподобные звёзды                            |          |
| NR                 | Повторные новые                                |          |
| SN                 | Сверхновые                                     |          |
| SNI                | Сверхновые типа I                              |          |
| SNII               | Сверхновые типа II                             |          |
| UG                 | Карликовые новые (Переменные типа U Близнецов) |          |
| UGSS               | Переменные типа SS Лебедя                      |          |
| UGSU               | Переменные типа SU Большой Медведицы           |          |
| UGZ                | Переменные типа Z Жирафа                       |          |
| ZAND               | Симбиотические переменные типа Z Андромеды     |          |

## Затменные двойные системы
Для затменных двойных систем есть три схемы классификации: по виду общей кривой блеска, по физическим характеристикам компонент и по степени заполнения компонентами их полостей Роша. Двойная система может классифицироваться по всем трём схемам и типы, которые имеет такая система, записываются через знак «/».
| Обозначение в ОКПЗ | Название                                             | Описание |
| ------------------ | ---------------------------------------------------- | -------- |
| E                  | Затменные двойные системы                            |          |
| EA                 | Затменные переменные типа Алголя                     |          |
| EB                 | Затменные переменные типа Беты Лиры                  |          |
| EP                 | Звёзды, у которых наблюдается покрытие экзопланетами |          |
| EW                 | Затменные переменные типа W Большой Медведицы        |          |

| Обозначение в ОКПЗ | Название                                              | Описание |
| ------------------ | ----------------------------------------------------- | -------- |
| GS                 | Системы, где присутствует гигант или сверхгигант      |          |
| PN                 | Системы, где присутствует ядро планетарной туманности |          |
| RS                 | Переменные типа RS Гончих Псов                        |          |
| WD                 | Системы, где присутствует белый карлик                |          |
| WR                 | Системы, где присутствует звезда Вольфа — Райе        |          |

| Обозначение в ОКПЗ | Название | Описание           |
| ------------------ | --- | ------------------ |
| AR                 | Разделённые двойные системы с двумя субгигантами (типа AR Ящерицы)                                           |                    |
| D                  | Разделённые двойные системы                                                                                  |                    |
| DM                 | Разделённые двойные системы со звёздами главной последовательности                                           |                    |
| DS                 | Разделённые двойные системы, где присутствует субгигант                                                      |                    |
| DW                 | Разделённые двойные системы, по физическим свойствам похожие на тип KW (переменные типа W Большой Медведицы) |                    |
| K                  | Тесные двойные системы                                                                                       |                    |
| KE                 | Тесные двойные системы ранних спектральных классов                                                           | Звёзды классов O—A |
| KW                 | Тесные двойные системы, являющиеся переменными типа W Большой Медведицы                                      |                    |
| SD                 | Полуразделённые двойные системы                                                                              |                    |

## Переменные рентгеновские источники
Рентгеновские источники, у которых наблюдается переменность в оптическом диапазоне, делят на следующие типы:
| Обозначение в ОКПЗ | Название                                                                            | Описание |
| ------------------ | ----------------------------------------------------------------------------------- | -------- |
| AM                 | Поляры (Переменные типа AM Геркулеса)                                               |          |
| X                  | Тесные двойные системы с рентгеновским излучением                                   |          |
| XB                 | Барстеры                                                                            |          |
| XF                 | Рентгеновские двойные с быстрой переменностью                                       |          |
| XI                 | Неправильные рентгеновские источники                                                |          |
| XJ                 | Рентгеновские двойные с релятивистскими джетами                                     |          |
| XND                | Рентгеновские новоподобные с карликом или субгигантом спектральных классов G—M      |          |
| XNG                | Рентгеновские новоподобные с гигантом или сверхгигантом ранних спектральных классов |          |
| XP                 | Рентгеновские пульсары                                                              |          |
| XPR                | Рентгеновские пульсары с эффектами отражения                                        |          |
| XPRM               | Рентгеновские двойные с пульсаром и карликом поздних спектральных классов           |          |
| XM                 | Рентгеновские источники с сильным магнитным полем                                   |          |

## Другие объекты
Перечисленные ниже обозначения не описывают какой-либо определённый тип переменных звёзд, но также используются в ОКПЗ:
| Обозначение в ОКПЗ | Описание |
| ------------------ | --- |
| BLLAC              | Лацертиды, ошибочно классифицированные как переменные звёзды                                                          |
| CST                | Звёзды, переменность которых подозревалась и была опровергнута, но которые успели получить обозначение как переменные |
| GAL                | Активные ядра галактик, ошибочно классифицированные как переменные звёзды                                             |
| L                  | Неизученные переменные звёзды с медленными изменениями блеска                                                         |
| QSO                | Квазары, ошибочно классифицированные как переменные звёзды                                                            |
| S                  | Неизученные переменные звёзды с быстрыми изменениями блеска                                                           |
| *                  | Уникальные переменные звёзды, которые не вписываются в существующую классификацию                                     |